# Aleja drzew Sadki – Samostrzel
Aleja drzew – pomnik przyrody, zabytkowa aleja drzew mieszanych, pomiędzy wsiami Sadki i Samostrzel w gminie Sadki (powiat nakielski). Posiada numer 1389/1991.
Na aleją składają się:
- kasztanowce zwyczajne – 77 sztuk (obwody od 180 do 310 cm),
- jesiony wyniosłe – 23 sztuki (obwody od 180 do 290 cm)[1].

Drzewa rosną przy drodze powiatowej relacji Sadki – Samostrzel i drodze gminnej w Sadkach, stanowiącej ulicę Kasztanową. Pomnik przyrody ustanowiono rozporządzeniem wojewody nr 11/91 z dnia 1 lipca 1991. Cały kompleks stanowi atrakcję turystyczną, będąc popularnym miejscem spacerów mieszkańców okolicy. Trasa przebiega w pobliżu wejścia do parku samostrzelskiego (pałacowego).